# نیکچا اسکلین
نیکچا اسکلین (انگلیسی: Nikša Skelin؛ زادهٔ ۲۵ مارس ۱۹۷۸) قایقران روئینگ اهل کرواسی است.